# Ортега, Орландо
Орландо Ортега (исп. Orlando Ortega, род. 29 июля 1991 года, Артемиса, Куба) — испанский легкоатлет кубинского происхождения, специализирующийся в беге на дистанцию 110 метров с барьерами, серебряный призёр Олимпийских игр 2016 года, призёр чемпионата мира 2019 года и чемпионата Европы 2018 года, бронзовый призёр Панамериканских игр 2011 года в Гвадалахаре. Участник летних Олимпийских игр 2012 года в Лондоне. 
Дезертировал из расположения сборной во время проведения чемпионата мира по лёгкой атлетике 2013 года в Москве. Спустя неделю он был обнаружен в Италии и сообщил, что собирается отправиться в Тампу, штат Флорида, для того, чтобы воссоединиться с матерью.